# Talnah
Talnah (ruski: Тална́х) je grad na sjeveru Krasnojarskog kraja, u Tajmirskom autonomnom okrugu, na jugu poluotoka Tajmira.
Nalazi se sjeveroistočno od Noriljska, čiji je grad-satelit, s druge strane rijeke Noriljskaje, na 69°34' sjeverne zemljopisne širine i 88°26' istočne zemljopisne dužine.
Utemeljen je 1960. godine, a gradom postaje 1982. godine. 
Broj stanovnika: 58,2 tisuće (stanje 2005. godine)
Vremenska zona: Moskovsko vrijeme+4